# Salix divaricata
Salix divaricata là một loài thực vật có hoa trong họ Liễu. Loài này được Pall. miêu tả khoa học đầu tiên năm 1783.